# Brita Koivunen
Pour les articles homonymes, voir Koivunen.
Brita Koivunen, née le 31 août 1931 à Helsinki et morte le 12 avril 2014 (à 82 ans) à Helsinki, est une chanteuse de Schlager finlandaise.

## Biographie
Née à Helsinki, elle se révèle être une artiste polyvalente, faisant des apparitions à la télévision, au cinéma, et dans des orchestres. Spécialisée dans le style schlager, elle est l'une des chanteuses de pop finlandaise les plus populaires. Sa carrière connaît notamment le succès dans les années 1950.
Ses titres les plus célèbres sont Suklaasydän (1956) et Sävel rakkauden (1957) et Mamma, tuo mies mua tuijottaa (1958).
En 1990, elle se produit en trio avec Pirkko Mannola et Vieno Kekkonen. Elle prend sa retraite en 2005. Elle décède dans le quartier finlandais de Töölö à Helsinki le 12 avril 2014, des suites d'un cancer. Elle avait 82 ans.